# Rio Fântâniţa (Chilbucuţ)
O Rio Fântâniţa é um rio da Romênia, afluente do Chilbucuţ, localizado no distrito de Bistriţa-Năsăud.